# Aanhef
De aanhef of aanspreking is een (meestal vriendelijke) introducerende zin van een brief of e-mail. Het gaat doorgaans om standaardformuleringen waarmee de schrijver zich tot de geadresseerde richt. Er bestaan verschillende formules, van formeel tot zeer intiem. De gekozen aanhef drukt de sociale afstand tot de ontvanger uit en is dus belangrijk bij het zetten van de juiste toon. Verschillende talen hebben vaak gelijkaardige formules, maar door culturele verschillen kan de toepassing ervan toch anders zijn.
| Sociale afstand | Nederlands                   | Duits                                | Engels                 | Frans                         |
| --------------- | ---------------------------- | ------------------------------------ | ---------------------- | ----------------------------- |
| Formeel         | Geachte mevrouw Geachte heer | Sehr geehrte Frau Sehr geehrter Herr | Dear Ms./Mrs. Dear Mr. | Madame Monsieur               |
| Informeel       | Beste                        | Liebe(r)                             | Dear                   | Cher / Chère                  |
| Zeer informeel  | Hallo / Dag / Hoi            | Hallo                                | Hello / Hey / Hi       | Salut / Coucou                |
| Intiem          | Lieve                        | Mein(e) Liebe(r)                     | My Dear                | Mon cher / Ma chère           |
| Zeer intiem     | (Mijn) Liefste               | Mein(e) Liebste(r)                   | My Dearest             | Mon très cher / Ma très chère |

## Richtlijnen
België heeft een norm 'Indelen en typen van documenten' (NBN Z 01-002:2003) die beschrijft hoe een formele aanhef moet zijn geformuleerd. Deze norm is niet vrij beschikbaar. Een vergelijkbare norm in Nederland (NEN 3162:1986) werd ingetrokken in 2013. Taalorganisaties zoals de Nederlandse Taalunie en het Genootschap Onze Taal en adviesinstellingen zoals de Taaltelefoon (Vlaamse Overheid) en VRT Taalnet geven richtlijnen voor het gebruik van de juiste aanhef, in België gebaseerd op de genoemde norm. De richtlijnen zijn gelijklopend.

## Formele aanhef
Als de naam van de ontvanger bekend is, wordt die opgenomen in de aanhef:
- Geachte mevrouw Janssens
- Geachte heer Van den Berg

Is de naam onbekend, dan schrijft men:
- Geachte mevrouw
- Geachte heer
- Geachte heer of mevrouw (als ook het geslacht onbekend is)

Bij het aanschrijven van meerdere personen kan ook de naam van de groep worden gebruikt:
- Geachte dames en heren
- Geacht college
- Geachte leden van de raad van bestuur

In een niet-gepersonaliseerde brief kan ook de hoedanigheid van de geadresseerde worden gebruikt:
- Geachte heer, geachte mevrouw
- Geachte abonnee
- Geacht verenigingslid

### Afgeraden aansprekingen
Een aantal aansprekingen wordt door alle stijlgidsen afgeraden in een formele context:
- De formule Mijne heren was lange tijd zeer gangbaar bij het aanschrijven van een groep maar wordt nu beschouwd als archaïsch. Mijne heren heeft bovendien een seksistische ondertoon.[9][10][11]
- Het gebruik van L.S. (lectori salutem) bij het aanschrijven van onbekende personen wordt als tegenwoordig als onpersoonlijk en ouderwets ervaren.[12][13]
- In België worden Geachte en Beste ook wel gebruikt als zelfstandige formele aanhef, zonder dat er iets op volgt. Dat wordt door sommigen als onrespectvol ervaren, zeker als men de naam van de correspondent kent en dus kan opnemen in de aanhef.[14][15][16][17]

### Formele aanhef met titulatuur
Er bestaan specifieke beleefdheidsvormen die gericht zijn op mensen met een adellijke, religieuze, academische, militaire of ambtelijke titel. Er bestaan verschillen tussen de titulatuur in België en Nederland. Zo is de aanhef voor een minister in België Mevrouw/Mijnheer de minister en in Nederland Hooggeachte heer/mevrouw, gevolgd door de achternaam.
De officiële titulatuur wordt in correspondentie nog maar weinig gebruikt. Uitzonderingen vinden we bij erg hiërarchische organisaties of bij rituele gebeurtenissen zoals academische promoties. Titulatuur wordt verder alleen nog gebruikt als de ontvanger dat (waarschijnlijk) op prijs stelt. In België worden titulatuur nog minder gebruikt dan in Nederland. Zo worden universitaire mastergraden zoals drs. (doctorandus) er nauwelijks gevoerd.
Voor leden van de koninklijke familie is titulatuur in de aanhef nog altijd de regel. Hierbij zijn trouwens ook verschillen tussen Nederland en België:
| TItel                      | Aanhef                                        |
| -------------------------- | --------------------------------------------- |
| Koning der Belgen          | Sire                                          |
| Koningin der Belgen        | Majesteit of Mevrouw                          |
| Koning(in) der Nederlanden | Majesteit                                     |
| Prins(es) [in België]      | Koninklijke Hoogheid of Monseigneur / Mevrouw |
| Prins(es) [in Nederland]   | (Koninklijke) Hoogheid                        |

## Informele aanhef
Als informele aanhef wordt standaard Beste gebruikt, gevolgd door de voornaam of de hoedanigheid van de ontvanger(s):
- Beste Ann en Theo
- Beste vrienden
- Beste collega's

De formele aanhef wordt soms minder formeel gemaakt door een combinatie met de informele aanhef:
- Beste mevrouw Janssens
- Beste Ann Janssens

In België en Nederland wordt weleens een dubbele aanhef gebruikt:
- Geachte mevrouw Janssens,
Beste Ann

Dat laat zien dat de schrijver de ontvanger in een formele situatie aanspreekt, maar in het vervolg graag op een informelere basis zou communiceren. Deze mengvorm kan voor ergernis zorgen bij een ontvanger die zich normaal gezien niet zou laten tutoyeren door de schrijver.
Een nog informelere aanspreking in de vorm van een begroeting kan worden gebruikt onder vrienden, familie en naaste collega's:
- Dag Ann
- Hallo Theo
- Hoi Leen

In direct marketing wordt ook wel zo'n aanhef gebruikt, omdat dit de indruk wekt dat de schrijver met zijn correspondent in gesprek gaat.

## Intieme aanhef
Goede vrienden, naaste familie en geliefden kunnen gebruik maken van de aanhef Lieve:
- Lieve Ann
- Lieve pa en ma

Als het gaat om heel liefdevolle relaties kan ook de overtreffende trap Liefste gebruikt worden.

## Kommagebruik
De Belgische NBN-briefnorm geeft als richtlijn om na de aanspreking geen komma te plaatsen, maar laat toe dat toch een komma wordt gebruikt. In Nederland is het gebruikelijk om een komma te schrijven na de aanhef.